# Manjushri

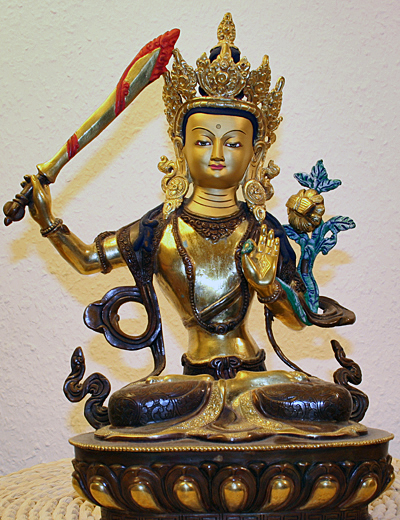
Tradycyjna figurka z Nepalu
ze swymi atrybutami

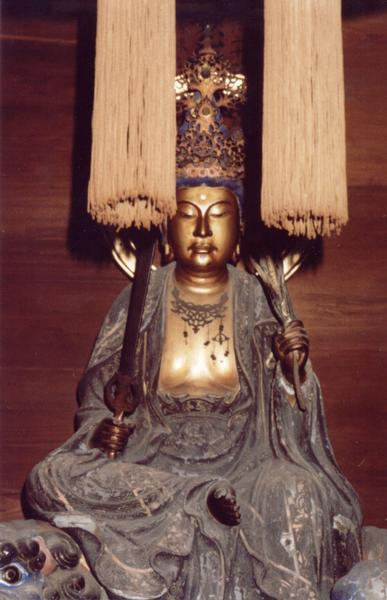
Monju Bosatsu w klasztorze Myoshinji w Kioto, Japonia

Manjushri (skr. मञ्जुश्री, Mañjuśrī,  Manjushri, Mandziuśri (chiń. 文殊師利 Wénshū Shīlì, 文殊 Wénshū; kor. Munsu(sari); jap. Monju) – w buddyzmie Bodhisattwa Mądrości.
Należy do 3 najważniejszych bodhisattwów w mahajanie i wadżrajanie (obok Awalokiteśwary i Wadżrapaniego). Jest emanacją buddy Wajroczany (jednego z buddów 5 rodzin).
Inspiruje do odkrywania pustki (świadczą o tym m.in. przedmioty, które trzyma w swoich dłoniach – w prawej miecz odcinający dualistyczne spojrzenie na rzeczywistość, a w lewej kwiat lotosu, na którym spoczywa tekst Pradżniaparamity). Z tego też powodu nazywany jest też bodhisattwą mądrości. Jest przedstawiany w postaci 16-letniego młodzieńca, co daje w ten sposób wskazówkę, iż mądrość nie musi być kojarzona z dojrzałym wiekiem.
Uważa się, że Mandziuśri przebywa obecnie w czystej krainie, która ma swoje ziemskie odniesienie w rejonie chińskich gór Wutai Shan (Pięć gór raju). W XIX w. Mipham Rinpocze (1846–1912) opracował MO (jest to tybetańska sztuka wróżenia), która opiera się na postaci bodhisattwy Mandziuśriego i jego mantrze OM AH RA PA TSA NA DHI. Jest jidamem na którego medytowało wielu wielkich mistrzów przeszłości jak ww. Mipham Rinpocze i Szantidewa. Emanacją Mandziuśriego był m.in. wielki mistrz i współinicjator niesekciarskiego ruchu Rime – Dziamjang Khjentse Rinpocze. Istnieje kilka form Mandziuśriego m.in. w kolorze białym, żółtym (złotym).